# Voleibol en los Juegos del Mediterraneo
El voleibol se ha jugado constantemente en los Juegos Mediterráneos desde 1959 para los hombres y desde 1975 para las mujeres. Italia es el equipo más exitoso con siete conquistas.

## Palmarés
| Año  | Sede                 | · Oro      | Final Resultado | · Plata    | · Bronce            | Resultado | 4º lugar   |
| ---- | -------------------- | ---------- | --------------- | ---------- | ------------------- | --------- | ---------- |
| 1951 | Alejandría           | No hubo    | No hubo         | No hubo    | No hubo             | No hubo   | No hubo    |
| 1955 | Barcelona            | No hubo    | No hubo         | No hubo    | No hubo             | No hubo   | No hubo    |
| 1959 | Beirut               | Italia     |                 | Turquía    | Líbano              |           | no hubo    |
| 1963 | Nápoles              | Yugoslavia |                 | Italia     | Turquía             |           | no hubo    |
| 1967 | Túnez                | Yugoslavia |                 | Francia    | Turquía             |           | no hubo    |
| 1971 | İzmir                | Yugoslavia |                 | Turquía    | Grecia              |           | Túnez      |
| 1975 | Argel                | Yugoslavia |                 | Italia     | Francia             |           | Grecia     |
| 1979 | Split                | Yugoslavia |                 | Grecia     | Francia             |           | Italia     |
| 1983 | Casablanca           | Italia     |                 | Francia    | Grecia              |           | Yugoslavia |
| 1983 | Latakia              | España     |                 | Turquía    | Italia              |           | Siria      |
| 1991 | Atenas               | Italia     |                 | Yugoslavia | España              |           | Francia    |
| 1993 | Languedoc-Roussillon | Francia    |                 | España     | Turquía             |           | Grecia     |
| 1997 | Bari                 | Francia    |                 | Turquía    | Croacia             |           | Italia     |
| 2001 | Túnez                | Italia     | 3 − 1           | Túnez      | Turquía             | 3 − 0     | Francia    |
| 2005 | Almería              | Egipto     | 3 − 2           | España     | Serbia y Montenegro | 3 − 0     | Túnez      |
| 2009 | Pescara              | Italia     | 3 − 1           | España     | Eslovenia           | 3 − 0     | Túnez      |
| 2013 | Mersin               | Italia     | 3 − 2           | Túnez      | Francia             | 3 − 2     | Turquía    |
| 2018 | Tarragona            | Italia     | 3 − 1           | España     | Grecia              | 3 − 2     | Egipto     |
| 2022 | Orán                 | Croacia    | 3 − 0           | España     | Italia              | 3 − 1     | Francia    |

## Títulos por país
|     | País                | Oro | Plata | Bronce | Total |
| --- | ------------------- | --- | ----- | ------ | ----- |
| 1º  | Italia              | 7   | 2     | 2      | 11    |
| 2º  | Yugoslavia          | 5   | 1     | 0      | 6     |
| 3º  | Francia             | 2   | 2     | 3      | 7     |
| 4º  | España              | 1   | 5     | 1      | 7     |
| 5º  | Croacia             | 1   | 0     | 1      | 2     |
| 6º  | Egipto              | 1   | 0     | 0      | 1     |
| 7º  | Turquía             | 0   | 4     | 4      | 8     |
| 8º  | Túnez               | 0   | 2     | 0      | 2     |
| 9º  | Grecia              | 0   | 1     | 3      | 4     |
| 10º | Líbano              | 0   | 0     | 1      | 1     |
| 10º | Serbia y Montenegro | 0   | 0     | 1      | 1     |
| 10º | Eslovenia           | 0   | 0     | 1      | 1     |